# 孫國璽
孫國璽（?—?），字振九，漢軍正白旗人，康熙六十年（1721年）進士。雍正六年（1728年）由汀漳道調任福建分巡台灣道，旋即調離台灣。